# 駱以軍
駱以軍（1967年3月29日—），台北縣（今新北市）人，臺灣作家，寫作文類以小說及散文為主，經常擔任各大文學獎的評審。

## 生平、寫作風格與評論
台北市立成功高级中学、中國文化大學中國文學系文藝創作組學士、國立藝術學院（現稱國立臺北藝術大學）戲劇學研究所碩士。駱以軍的作品包括小說、詩、散文及文學評論，曾獲多項重要華文文學奬，且作品多次獲選《中國時報》與《聯合報》年度十大好書，2007年並參與愛荷華寫作計畫。
大學時期從森林學系轉系至中國文學系文藝創作組，適逢小說家張大春、楊澤、翁文嫻等人於該系任教，駱以軍得以受到這群優秀的臺灣文學創作者啟蒙，開始創作，並參加該系文學創作社團「世紀末」。尤其受到以後現代主義、魔幻寫實主義、後設小說技法出名的張大春影響最為深切，他在大學二年級曾選修張大春的「現代小說」課程，並曾表示：「在課程中，我學到了不是小說技巧的討論，而是小說本質的東西」。
大體說來，駱以軍擅長以大量壓得令人喘息不過來，卻入木三分的文字造句，進而堆砌整個段落。因為師承張大春，1993年出版的首部小說《紅字團》被視為帶著張大春的腔調而寫成。但是自第二本作品《我們自夜闇的酒館離開》開始，則與張大春漸行漸遠，開始塑造出自己的文風，他克服張大春的自覺是「……當時我覺得我要擺脫『張大春』，我要抓我自己書寫的節奏，我反而大膽地把詩的部分滲透進小說。」該部小說中的〈降生十二星座〉一般被視為他個人的代表作，甚至是世紀末臺灣中文小說的經典之一。該篇作品藉由電動玩具、西洋星座、酒吧遊魂等故事時間主軸，以蒙太奇式手法拚貼交錯而成。一般小說裡所謂的時間與意義，經過他巧妙的肢裂分解，竟能再度對比甚至組合起來。時間和空間向量在駱以軍的小說中交會揉合，各種生活經驗、八卦新聞、電視節目、電玩遊戲、傳聞耳語、回憶夢境、書信閱讀等材料交織出他的創作。就像俄羅斯娃娃一樣，一個故事衍生出另一個故事。
在寫作上克服張大春後，被他取而代之的習藝對象應是朱天心。不過駱以軍在寫作敘事時直接了當地夾雜著荒淫和猥褻、戲謔和自嘲，則是朱天心不能也不願企及的。他曾談過自己的小說創作觀：「……於是我感興趣的，或者是局部的探索——某種懸置、焦慮的情緒處理；或者是嘗試將時間座標拆卸後失序漂浮的人心；或是一些模糊遙遠的傳言——我喜歡從這些開始，譬如時間可由迴廊或是壓扁成字符單元的敘述來處理，這些應被允許是『未完成』或『仍在摸索』吧。我並沒有很清楚地意會或選擇了『後現代』的敘事策略，而只是在這種『局部』的冒險中去體會我們這一代確確實實『被造成』的歷史失重感、蒙太奇式的身世切割、獨白式的聲音氾濫了替代的敘事主體。」

## 軼事
- 為了精進自我寫作能力，駱以軍常抄寫許多中外文學經典，據聞大學時代曾練習抄寫米蘭·昆德拉生命中不能承受之輕、馬奎斯百年孤寂、川端康成、芥川龍之介與太宰治等人的作品多次[10]。

- 駱以軍自稱來自月亮天蠍、以及紫微命盤中他生來屬於的「八宮人」，他說：「八宮人掌管死亡、慾望和暴力，所以我天生受這股驅使，比如讀到大江健三郎描寫那種被惡的傷害，或是納博可夫極致的變態，總是非常悸動[11]。」

- 2012年駱以軍曾和導演柯一正、戴立忍、陳玉勳、吳乙峰與愛亞等60位藝文界人士組織「快閃反核活動」，在總統府前凱達格蘭大道上排人字呼「我是人，我反核」口號。臺北市政府警察局依公共危險罪約談之，但同時於其他地點的相同活動卻無事，經臺北市政府表態後，警方宣布取消約談[12]。

- 2012年散文作品《臉之書》乃集結自倍受爭議的八卦雜誌《壹週刊》之專欄，內容描述他與兩個兒子的互動關係、使用臉書的生活經驗等。結果2013年底唐諾曾批評：「以駱以軍的能耐、地位跟大家對他的愛護與期待，那本書是絕對不應該出的，那是一本垃圾。」雖然駱以軍回應「他對我很嚴厲，這是一個美好的事。」，但他也表示為了維持生活家計，不得不在該週刊上連載此專欄[13]。

- 2019年9月推出長篇小說明朝。11月，聯合文學雜誌「書評別冊」刊登作家朱宥勳〈「投降」是文明的最終形式嗎 （页面存档备份，存于）〉一文，引來作家陳栢青在臉書貼出〈請容我出言反駁〉反擊。隨後，朱又在臉書長文回應。其他作家如黃崇凱、李奕樵、傅月庵、朱嘉漢、洪明道、陳柏言、八旗文化總編輯富察等人，亦對此事發表看法。

## 爭議

### 小說《明朝》涉嫌抄襲
- 2020年3月，作家劉芷妤發表了有關駱以軍抄襲的臉書貼文，引起了廣大反響，鏡文學也做出了回應。[來源請求]
- 2020年3月26日，駱以軍在臉書發表聲明，輿論普遍認為其為自己剽竊文過飾非[14]，隔天駱以軍隨即關閉臉書帳號。[15]
- 2020年4月1日，駱以軍再次於臉書發表聲明[16]，除了直接公開劉芷妤私下寫給他的信，並指出鏡文學副總編鄭建宗（筆名鄭聿、玩具刀）為兩方主要窗口，因此有了溝通上的誤會。最後，駱以軍為自己未能意識到小說取材過程中的「權力不對稱」而道歉。[17] 此番聲明引發駱以軍支持者開始指稱劉女是為了新書發表而炒作。
- 2020年10月8日，上述爭議中認為駱以軍沒有抄襲者，對認為駱以軍有抄襲者並且製作相關名單之人提起訴訟，最終獲不起訴處分[18]。
- 2020年12月9日，駱以軍臉書重新開始活動，發文全然否認自己有抄襲剽竊、自己毫無學院幫掛，並且不認為當初課堂上劉芷妤女士口述的創作是小說，認為自己僅是如魯迅轉述老奶奶的故事，同時認為當初攻擊自己的網友為網軍，不滿當初鏡文學派來協調的編輯隱瞞與逗點出版社和劉芷妤女性的交情，該編輯（帳號：Chien-tsung Cheng）於發文底下自清駱以軍一直都知道雙方交情[19]。

## 著作

### 小說

#### 短篇小說集
- 《紅字團》（聯合文學，1993年，ISBN 9575225813）
- 《我們自夜闇的酒館離開》（皇冠文化，1993年，ISBN 9573310260）
- 《妻夢狗》（遠流，1998年，ISBN 9578286058）
- 《我們》（印刻，2004年，ISBN 9867420233；簡體字版，人民文學出版社，2012年6月，ISBN 9787020091713）
- 《降生十二星座》（印刻，2005年，ISBN 9867420322）（實為新版之《我們自夜闇的酒館離開》，二書除序文外，內容相同）
- 《字母會》（衛城出版）（與陳雪、童偉格、顏忠賢、胡淑雯與楊凱麟 共同參與。）

#### 長篇小說
- 《第三個舞者》（聯合文學，1999年，ISBN 957522258X）
- 《月球姓氏》（聯合文學，2000年，ISBN 9575223047）
- 《遣悲懷》（麥田出版，2001年，ISBN 9574697096；簡體字版，上海人民出版社，2011年8月，ISBN 9787208101081）
- 《遠方》（印刻，2003年，ISBN 9867810481）
- 《我未來次子關於我的回憶》（印刻，2005年，ISBN 9789867420961；簡體字版，廣西師範大學出版社，2012年4月，ISBN 9787549509331）
- 《西夏旅館》上、下冊（印刻，2008年，ISBN 9789866631276；簡體字版，廣西師範大學出版社，2011年6月，ISBN 9787549502783）
- 《女兒》（印刻，2014年，ISBN 9789865823856；簡體字版，廣西師範大學出版社，2015年1月，ISBN 9787549560028）
- 《匡超人》（麥田，2017年，ISBN 9789863445296）
- 《明朝》（鏡文學，2019年，ISBN 9789869782043）
- 《大疫》（鏡文學，2022年，ISBN 9786267054741）

### 散文
- 《我愛羅》（印刻，2006年，ISBN 9867108302）
- 《經驗匱乏者筆記》（印刻，2006年，ISBN 9789866631313）
- 《經濟大蕭條時期的夢遊街》（印刻，2009年，ISBN 9789866377051）
- 《臉之書》（印刻，2012年，ISBN 9789866135767，另隨首刷書附贈《側臉手記》；簡體字版，廣西師範大學出版社，2014年6月，ISBN 9787549554591，全二冊：〈砸碎的時光〉、〈種樹的男人〉）
- 《小兒子》（印刻，2014年，ISBN 9789865823610）
- 《願我們的歡樂長留：小兒子2》（印刻，2015年，ISBN 9789863870821）
- 《肥瘦對寫》(與董啟章合著)（印刻，2016年，ISBN 9789863870913）
- 《胡人說書》（印刻，2017年，ISBN 9789863871422）
- 《純真的擔憂》（印刻，2018年，ISBN 9789863872566）
- 《計程車司機》（印刻，2018年，ISBN 9789863872573）
- 《也許你不是特別的孩子》（天下文化 ，2019年，ISBN 9789864797776）
- 《故事便利店》（河南文藝出版社 ，2021年，ISBN 9787555912170）
- 《遲到超人：小兒子4》（印刻，2022年，ISBN 9786263052680）
- 《如何抵達人心，如何為愛畫刻度：駱以軍的文學啟蒙小說26講》（麥田，2024年，ISBN 9786263106383）

### 童話
- 《和小星說童話》（皇冠文化，1994年，ISBN 957331147X）

### 詩
- 《棄的故事》（駱以軍自費出版，1995年）
- 《棄的故事》（印刻，2013年，ISBN 9789865933487）
- 《白馬與黑駱駝》（ 駱以軍X宋明煒，麥田，2022年，ISBN 9786263103382）

### 劇本
- 《傾斜》（國立藝術學院戲劇研究所畢業製作劇本，1995年）

### 繪本
- 《咖啡館裡的交換故事》（李亞、希牛、王彥鎧、林怡潔、蕭雅全、駱以軍、陳永凱、孫梓評、火柴、藍漢傑、丁丁&阿巧、郭昱沂、曾玉潔等人合著，大塊文化，2010年5月，ISBN 9789862131848）
- 《小兒子1：夜晚暴食暴龍》（印刻，2018年10月，ISBN 9789863872443）
- 《小兒子2：命大的蟑螂》（印刻，2018年10月，ISBN 9789863872450）
- 《小兒子3：游泳》（印刻，2018年10月，ISBN 9789863872504）
- 《小兒子4：爛傘》（印刻，2018年10月，ISBN 9789863872511）
- 《小兒子5：吵架》（印刻，2018年10月，ISBN 9789863872597）
- 《小兒子6：臭臉》（印刻，2018年11月，ISBN 9789863872580）
- 《小兒子7：鑰匙》（印刻，2018年12月，ISBN 9789863872719）
- 《小兒子8：宇宙飛行計劃》（印刻，2019年1月，ISBN 9789863872764）
- 《小兒子9：我的弟弟》（印刻，2019年3月，ISBN 9789863872825）
- 《小兒子10：我愛你》（印刻，2019年6月，ISBN 9789863872993）
- 《小兒子11：拾荒》（印刻，2019年6月，ISBN 9789863873006）
- 《小兒子12：扯鈴》（印刻，2019年7月，ISBN 9789863872863）
- 《小兒子13：小狗端端》（印刻，2019年9月，ISBN 9789863873099）
- 《小兒子14：好日子》（印刻，2019年11月，ISBN 9789863873174）
- 《小兒子15：唬爛》（印刻，2019年12月，ISBN 9789863873280）

### 主編
- 《98年小說選》（駱以軍主編，九歌出版，2010年3月，ISBN 9789574446650）
- 《媲美貓的發情──LP小說選》（黃錦樹、駱以軍主編，寶瓶文化，2007年9月，ISBN 9789866745041）

### 評論
- 《無限閱讀》（上海文藝出版社，2023年3月，ISBN 9787532185481）

## 得獎紀錄
| 年度   | 作品                  | 獎項                             | 主辦單位                                                        | 名次                 |
| ------ | --------------------- | -------------------------------- | --------------------------------------------------------------- | -------------------- |
| 1988年 | 〈紅字團〉            | 臺灣省巡迴文藝營創作獎           | 聯合文學                                                        | 小說獎               |
| 1989年 | 〈蟑螂〉              | 全國學生文學獎                   | 明道文藝                                                        | 佳作                 |
| 1990年 | 〈底片〉              | 聯合文學小說新人獎               | 聯合文學                                                        | 推薦獎               |
| 1991年 | 〈手槍王〉            | 時報文學獎                       | 中國時報                                                        | 甄選獎               |
| 1993年 | 《紅字團》            | 《讀書人》年度十大好書           | 聯合報                                                          |                      |
| 1993年 | 〈降生十二星座〉      | 八十二年短篇小說選               | 爾雅出版社，陳義芝編                                            |                      |
| 1998年 | 〈哀歌〉              | 八十七年短篇小說選               | 爾雅出版社，邵僩編                                              |                      |
| 1999年 | 《第三個舞者》        | 《開卷》年度十大好書             | 中國時報                                                        |                      |
| 2000年 | 〈醫院〉 《月球姓氏》 | 九歌年度小說獎 年度十大好書      | 九歌出版社 聯合報《讀書人》、中國時報《開卷》、中央日報及明日報 |                      |
| 2000年 | 五個與時差有關的故事  | 第三屆臺北文學獎                 | 臺北市文化局                                                    | 臺北文學年金         |
| 2002年 |                       | 中國文藝獎章                     | 中國文藝協會                                                    |                      |
| 2008年 | 《西夏旅館》          | 亞洲週刊中文十大好書小說類       | 亞洲週刊                                                        |                      |
| 2009年 | 《西夏旅館》          | 台灣文學獎                       | 國立臺灣文學館                                                  | 圖書類長篇小說金典獎 |
| 2010年 | 《西夏旅館》          | 第三屆紅樓夢獎                   | 香港浸會大學文學院                                              | 首獎                 |
| 2014年 | 《女兒》              | 《開卷》年度好書獎（中文創作類） | 中國時報                                                        |                      |
| 2014年 | 《女兒》              | 亞洲週刊中文十大好書小說類       | 亞洲週刊                                                        |                      |
| 2015年 | 《女兒》              | 台北國際書展大獎小說組           | 台北國際書展                                                    |                      |
| 2018年 | 《匡超人》            | 第五屆聯合報文學大獎             | 聯合報                                                          |                      |
| 2020年 | 《匡超人》            | 第八屆紅樓夢獎                   | 香港浸會大學文學院                                              | 決審團獎             |

## 相關評論
以下依發表或出版時間為順序：
- 游喚，〈一首問題詩的問題詮釋〉，《台灣文學觀察雜誌》，第1期，1990年6月。
- 姚一葦，〈試解讀〈手槍王〉〉，《手槍王─第十三、十四屆時報文學得獎作品集》，臺北：時報，1991年10月。
- 朱天心，〈讀駱以軍小說有感〉，《我們自夜闇的酒館離開》，臺北：皇冠，1993年11月。
- 吳潛誠，〈炫燿的「後現代」表演者〉，《中國時報》，1994年1月20日。
- 楊照，〈年老卻蒼老的聲音─評駱以軍的小說集《我們自夜闇的酒館離開》〉，《民眾日報》，1994年1月29日。
- 林燿德，〈空間剪貼簿─漫遊晚近台灣都市小說的建築空間〉，《當代台灣都市文學論》，臺北：時報，1995年11月。
- 向陽，〈「臺北的」與「臺灣的」－初論臺灣現代文學的「城鄉差距」〉，《當代臺灣都市文學論─以世紀末視角透視文學書寫中的都市現象》，臺北：時報，1995年11月。
- 翁文嫻，〈在時間中傾斜的甬道─訪駱以軍〉，《創作的契機》，臺北：唐山，1995年9月。
- 羅葉，〈兀自少年的銀樺─駱以軍詩集《棄的故事》讀後〉，《現代詩》，第29期，1997年6月。
- 陳光興〈流離海外知識份子的歷史軌跡－霍爾訪談之一〉，《當代》，第122期，1997年10月。
- 馬森，〈駱以軍—時間之屋〉，《國家文化藝術基金會會訊》季刊，第7期，1998年1月15日。
- 羅時瑋，〈流離的憂鬱－臺北的鄉愁經驗〉，《建築》，1998年6月。
- 王德威，〈徵逐夢境間─《妻夢狗》〉，《中國時報》，1998年7月30日。
- 黃錦樹，〈小說與故事的隔壁關係─評《第三個舞者》〉，《中央日報》，1999年9月20日。
- 鍾文音，〈無根的家族樹〉，《中國時報》，2000年12月7日。
- 張殿，〈以記憶應答父親〉，《聯合報》，2000年12月14日。
- 廖炳惠，〈來自懵懂的記憶角落〉，《中央日報》，2001年1月3日。
- 焦桐，〈深情的家族拼圖—駱以軍《月球姓氏》〉，《中央日報》，2001年4月9日。
- 江世芳，〈駱以軍文寄邱妙津，小說新作「遣悲懷」七問世〉，《中國時報》，2001年6月20日。
- 吳叡人，〈薛西弗斯的鄉愁〉，《聯合文學》，第202期，2001年8月。
- 柯品文，〈那些夾雜在小說書寫中的生命議題─評駱以軍《月球姓氏》〉，《書評》第53期，2001年8月。
- 翁文嫻，〈論臺灣新一代詩人的變形模式〉，《中山人文學報》，第13期，2001年10月。
- 王德威，〈鴕鳥離開手槍王〉，《眾聲喧嘩以後—點評當代中文小說》，臺北：麥田，2001年10月。
- 王德威，〈我華麗的淫猥與悲傷─駱以軍的死亡敘事〉，《遣悲懷》，臺北：麥田，2001年11月。
- 陳國偉，〈世界秩序的汰換與重置──駱以軍小說中的華麗知識系譜〉，《第五屆青年文學會議》，《文訊》，2001年11月。
- 趙彥寧，〈戴著草帽到處旅行-試論中國流亡、女性主體、與記憶間的建構關係〉，《戴著草帽到處旅行-性/別、權力、國家》，臺北：巨流，2001年11月。
- 李奭學，〈神聖與褻瀆〉，《聯合報》，2001年12月17日。
- 黃錦樹，〈死者的房間--讀駱以軍《遣悲懷》〉，《聯合文學》，2002年1月。
- 廖炳惠，〈預知死亡，話別災難〉，《中央日報》，2002年1月7日。
- 王俊三，〈遺體小說的嘗試〉，《中國時報》，2002年1月27日。
- 劉亮雅，〈九○年代女性創傷記憶小說中的重新記憶政治─以陳燁《泥河〉、李昂《迷園》與朱天心〈古都〉為例〉，《中外文學》，第31期，2002年11月。
- 張瑞芬，〈彷彿在君父的城邦─郝譽翔《逆旅》、駱以軍《月球姓氏》、朱天心《漫遊者》〉，《未竟的探訪：瞭望文學新版圖》，臺北：麥田，2002年12月。
- 楊佳嫻，〈這是一個弄錯地圖的故事─談駱以軍〈中正紀念堂〉的空間記憶與歷史隱喻〉，第六屆青年文學會議論文，2002年11月；後收入《文訊》第206期，2002年12月。
- 黃錦樹，〈隔壁房間的裂縫─論駱以軍的抒情轉折〉，《謊言或真理的技藝》，臺北：麥田，2003年1月。
- 張梅芳，〈注定要放浪形骸底／白色軀幹──評駱以軍詩集「棄的故事」〉，《臺灣詩學詩刊》，第1期，2003年5月。
- 楊佳嫻，〈在歷史的裂隙中─駱以軍《月球姓氏》的記憶書寫〉，《中外文學》第32卷，第1期，2003年6月。
- 范銘如，〈靈光閃爍的迷魅─遠方〉，《中國時報》，2003年7月27日。
- 王德威，〈父親的病〉，《聯合報》，2003年8月6日。
- 王德威，〈魂兮歸來〉，《現代中國小說十講》，上海：復旦大學出版社，2003年10月。
- 王安憶，〈紀實與虛構─讀駱以軍《遠方》〉，《印刻》，第3期，2003年11月。
- 徐宗潔，〈我們是那樣被設定了身世─論駱以軍《月球姓氏》與郝譽翔《逆旅》中的姓名、身世與認同〉，第七屆青年文學會議論文集，2003年11月。
- 王德威，〈老去空餘渡海心〉，《最後的黃埔—老兵與離散的故事》，臺北：麥田，2004年2月。
- 張耀仁，〈叫我癡漢／惡漢！小論駱以軍現象〉，《聯合報》，2004年4月16日。
- 言叔夏，〈我的哭牆與我的罪─訪 / 評駱以軍〉，《幼獅文藝》，第605期，2004年5月。
- 張耀仁，〈趕赴一場「文人街頭」的盛會〉，《聯合文學》，第237期，2004年7月。
- 胡衍南，〈論「外省第二代」作家的父親(家族)書寫〉，《清華中文學林》，第1期，2005年4月。
- 楊佳嫻，〈離／返鄉旅行：以李渝、朱天文、朱天心和駱以軍描寫臺北的小說為例〉，《中外文學》，第398期，2005年7月。
- 莊宜文，〈曝光的底片-讀駱以軍《我們》〉，《文訊》，第238期，2005年8月。
- 楊凱麟，〈駱以軍的第四人稱單數書寫(2)-時間製圖學〉，《清華學報》，第35卷2期，2005年12月。
- 楊凱麟，〈駱以軍的第四人稱單數書寫(1)-空間考古學〉，《中外文學》，第405期，2006年2月。
- 周家睿，〈周家睿vs駱以軍〉，《壹週刊》，第246期，2006年2月。
- 劉亮雅，〈文化翻譯：後現代、後殖民與解嚴以來的台灣文學〉，《中外文學》，第406期，2006年3月。
- 羅嘉薇、馮復華、陳義芝〈羅智成、駱以軍－美夢與惡夢邂逅〉，《聯合報》，2006年12月5日。
- 祁立峰，〈作一哥，實難為—讀駱以軍《我未來次子關於我的回憶》〉，《臺灣文學評論》，第7期，2007年1月。
- 張耀仁，〈惦記著那些在他們身世裡的自己—訪駱以軍〉，《明道文藝》，2007年9月。
- 蔡逸君，〈搜尋駱以軍的幾個關鍵字〉，《經驗匱乏者筆記》，臺北：印刻，2008年9月。
- 林欣誼，〈駱以軍魔性操練之登峰造極 47萬字《西夏旅館》上場〉，《中時電子報》，2008年10月5日。
- 廖炳惠，〈全球離散之下的亞美文學研究〉，《海洋文化學刊》，第5期，2008年12月。
- 蔡昀臻，〈如果在冬夜，一個說故事的人－專訪駱以軍〉，《印刻文學生活誌》，第73期，2009年9月。
- 周廷威，〈駱以軍小說研究〉，《國立臺南大學國語文學系碩士論文》，2011年4月。
- 李癸雲，〈「我是棄」——論駱以軍《棄的故事》之主體認同與遺棄美學〉，《台灣文學研究第五期》，2013年12月。

## 外部連結
- 駱以軍 （页面存档备份，存于）在Facebook的專頁
- 西夏旅館 － 駱以軍部落格